# Niels Jensen (Bild)
Niels Jensen Bild, Niels Jonsen, död 5 februari 1379, var ärkebiskop i Lunds stift från 1361 till sin död.
Efter att ha varit kaplan åt Valdemar Atterdag blev han kanik i Roskilde och troligen även i Lund. Den 14 mars 1361 blev han vald till ärkebiskop, säkert på kungens inrådan. Han vigdes till ärkebiskop i Avignon. När han året efter kom tillbaka fick han Bornholm och Hammershus som förläning, men kungen släppte inte helt det omstridda ägarskapet.
Snart kunde han göra kungen en gentjänst. Elisabet av Holstein, som blivit förlovad med kung Håkan Magnusson, var på väg till Sverige när hennes skepp drev iland. För att förhindra äktenskapet, som var i strid med kyrkolagen och kung Valdemars ambitioner, hölls hon fången av ärkebiskopen i flera månader. När hon till slut släpptes hade Håkon redan blivit gift med Valdemars dotter Margareta. Vid bröllopet läste Niels Jensen sin första mässa. 
Under den oroliga tid som följde fick Niels Jensen delta i flera fredsförhandlingar. Stiftet fick lida för att vara utan sin högste ledare vid dessa tillfällen. När det 1373 åter blev fred fick ärkebiskopen bringa ordning i rättslösheten. Han dog 1379 och begravdes i Lund.